# Jacqueline Andere
María Esperanza Jacqueline Andere y Aguilar (Tarímbaro, 20 de agosto de 1938) é uma atriz mexicana. Pioneira na televisão mexicana, Jacqueline é reconhecida mundialmente por participações em telenovelas e sinôniomo de elegância e classe nas antagonistas que interpretou em sua fase madura.

## Biografia
Realizou seus estudos nos Estados Unidos e ao seu regresso ao México no Instituto Cinematográfico, Teatral y de Radiotelevisión de la A.N.D.A. Estreou como atriz no teatro experimental, no cinema mexicano no ano de 1958 no filme "El vestido de novia" e na televisão no ano de 1961 na telenovela "La Leona".
Em 2018 Jacqueline comemorou seus  65 anos de carreira artística.

## Vida pessoal
Se casou em 1966 com o diretor de cinema e escritor José María Fernández Unsaín, que foi presidente da Sociedad General de Escritores de México (S.O.G.E.M.), o matrimônio durou 30 anos até o falecimento dele em 1997. Tiveram uma filha, Chantal Andere, também atriz.

## Filmografia

### Televisão
| Ano  | Título                       | Personagem                           | Notas                             |
| ---- | ---------------------------- | ------------------------------------ | --------------------------------- |
| 1960 | Vida por vida                | Tula                                 |                                   |
| 1961 | Conflicto                    | —                                    |                                   |
| 1961 | La leona                     | María                                |                                   |
| 1962 | El Caminante                 | Inés Prado                           |                                   |
| 1962 | Las Momias de Guanajuato     | —                                    |                                   |
| 1962 | Encandenada                  | Laura                                |                                   |
| 1962 | Janina                       | Gladys                               |                                   |
| 1962 | Sor Juana Ines de la Cruz    | —                                    |                                   |
| 1963 | Agonía de amor               | Jane                                 |                                   |
| 1963 | Cita con la muerte           | —                                    |                                   |
| 1963 | Eugenia                      | —                                    |                                   |
| 1963 | Grandes ilusiones            | Ana Francisca                        |                                   |
| 1964 | La vecindad                  | Yolanda                              |                                   |
| 1964 | Gabriela                     | Sara                                 |                                   |
| 1964 | Siempre Tuya                 | Caty Barret                          |                                   |
| 1965 | Nuestro barrio               | —                                    |                                   |
| 1965 | El abismo                    | —                                    |                                   |
| 1965 | Alma de mi alma              | Alma                                 |                                   |
| 1966 | La Dueña                     | —                                    |                                   |
| 1966 | El derecho de nacer          | Isabel Cristina                      |                                   |
| 1966 | Corazón salvaje              | Aimée de Molnar de Duchamp           |                                   |
| 1967 | Amor en el desierto          | Adriana                              |                                   |
| 1967 | Dicha robada                 | —                                    |                                   |
| 1967 | Engáñame                     | —                                    |                                   |
| 1967 | Felipa Sánchez, la soldadera | Ofélia                               |                                   |
| 1968 | En busca del paraíso         | —                                    |                                   |
| 1968 | Leyendas de Mexico           | Alícia                               |                                   |
| 1970 | Encrucijada                  | Wendy Kepler                         |                                   |
| 1973 | Cartas sin destino           | Rosina                               |                                   |
| 1974 | Ha llegado una intrusa       | Alícia                               |                                   |
| 1975 | Barata de primavera          | Letícia Reyes                        |                                   |
| 1976 | Mañana será otro día         | Mariana                              |                                   |
| 1978 | Pecado de Amor               | Paula Otero/ Chantal Luque           |                                   |
| 1980 | Sandra y Paulina             | Sandra Antonelli/ Paulina Antonelli  |                                   |
| 1981 | Quiéreme siempre             | Ana María                            |                                   |
| 1983 | El maleficio                 | Beatriz de Martino                   |                                   |
| 1988 | Nuevo amanecer               | Laura                                |                                   |
| 1990 | Ángeles blancos              | Rocío                                |                                   |
| 1994 | El Vuelo del águila          | Carmelita Romero Rubio de Diaz       |                                   |
| 1995 | Alondra                      | Veronica Diaz Rea                    |                                   |
| 1996 | Mi querida Isabel            | Clara Riquelme de Márquez            |                                   |
| 1997 | Desencuentro                 |                                      | Participação Especial             |
| 1997 | Mujer, casos de la vida real | Ana                                  | Episódio: "Vídeo XXX"             |
| 1998 | Ángela                       | Emilia Santillana Roldán             |                                   |
| 1999 | Serafim                      | Alma de la Luz                       |                                   |
| 1999 | Mujer, casos de la vida real | —                                    | Episódio: "La otra cara del amor" |
| 1999 | Mujer, casos de la vida real | María                                | Episódio: "Uno es hombre"         |
| 2000 | Mi destino eres tú           | Nuria del Encino de Rivadeneira      |                                   |
| 2002 | Mujer, casos de la vida real | —                                    | Episódio: "Bodas de plata"        |
| 2002 | La otra                      | Bernarda Sainz de Guillén            |                                   |
| 2005 | La Madrastra                 | Alba San Román                       |                                   |
| 2005 | Mujer, casos de la vida real | —                                    | Episódio: "Un nuevo amor"         |
| 2005 | Peregrina                    | Victoria de Alcocer                  |                                   |
| 2007 | Amor sin Maquillaje          | Diana                                |                                   |
| 2010 | Mujeres asesinas             |                                      | Episódio: "Leonor, la madrastra"  |
| 2010 | Soy tu dueña                 | Leonor Montesinos                    |                                   |
| 2013 | Libre para amarte            | Amélia Garcia Sotomayor              |                                   |
| 2016 | Las Amazonas                 | Doña Bernarda Castro Vda. de Mendoza |                                   |
| 2018 | Por amar sin ley             | Doña Virginia Ávalos Vda. de Díaz    |                                   |
| 2020 | La mexicana y el güero       | Doña Matilde "Maty" Rojas / Brunilda |                                   |
| 2023 | El maleficio                 | Doña Nuria Vda. de Montes            |                                   |

### Cinema
- "El Vestido de Novia" (1959) - Nelly
- "O Anjo Exterminador" (1962) - Alicia de Roc
- "Un Dia en Diciembre" (1962)
- "Lola de mi Vida" (1965)
- "El juicio de Arcadio" (1965)
- "Rocambole contra las Mujeres Arpias" (1967)
- "Un Largo viaje hacia la Muerte" (1968)
- "El Zangano" (1968)
- "Almohada Para Tres" (1969)
- "El Dia de las madres" (1969)
- "Trampas de Amor" (1969) (segment "Yvonne")
- "Los Problemas de Mama" (1970) - Rosa
- "Los bestias jovenas" (1970)
- "Tres noches de Locura" (1970) (segment "Ana")
- "El Oficio mas antiguo del mundo" (1970) - Graciela
- "Las Chicas Malas del Padre Mendez" (1970)
- "Quinto Patio" (1970)
- "Fallaste Corazon" (1970)
- "La Noche Violente" (1970)
- "Nido de Fieras" (1971)
- "Vuelo 701" (1971)
- "En esta cama nadie Duerme" (1971)
- "Yesenia" (1971) - Yesenia
- "Puertas de paraiso ,Las" (1971)
- "Intimidades de una Secretaria" (1971)
- "Hoy he sonado con dios" (1972) - Bertha
- "Los Enamorados" (1972)
- "La Gatita" (1972)
- "Separacion Matrimonial" (1973) - Clara
- "Juego de la Guitarra" (1973)
- "Cronica de un Amor" (1974) - Margarita
- "Con Amor de Muerte" (1974)
- "Simon Blanco" (1975) - Natalia
- "Cristo de ama" (1975)
- "Los Japoneses no esperan" (1978)
- "La Casa del Pelicano" (1978) - Margarita Ramirez
- "Picardia Mexicana" (1978)
- "Cabezota ,El" (1982)
- "Una Adorable Familia" (1987)
- "La Senorita" (1994)

## Teatro
- Las Arpías (2018)
- Mujeres de Ceniza (2016-2017)
- La fierecilla tomada (2014-2015)
- Entre mujeres (2009)
- Carlota Emperatriz (2007-2008)
- El amor no tiene edad (1999-2002)
- Un tranvía llamado deseo (1983)
- Can-Can (1979)
- Corona de sombra (1977)
- La vidente (1964)

## Discografia
| Ano  | Discografia                                                       |
| ---- | ----------------------------------------------------------------- |
| 1979 | Can-Can (Disco con los temas de la obra teatral del mismo nombre) |

### Videoclips
| Ano  | Videoclips                        |
| ---- | --------------------------------- |
| 2014 | Luna Mágica con Mauricio Martínez |

## Prêmios e Indicações
| Ano  | Festival                                                     | Categoria                                              | Nomeações                                              | Resultado |
| ---- | ------------------------------------------------------------ | ------------------------------------------------------ | ------------------------------------------------------ | --------- |
| 1967 | Prêmio Diosas de Plata                                       | Melhor Atriz                                           | O Anjo Exterminador                                    | Venceu    |
| 1970 | Prêmio Diosas de Plata                                       | Melhor Atriz                                           | Trampas de amor                                        | Venceu    |
| 1984 | Prêmio TVyNovelas                                            | Melhor Atriz Protagônica                               | El maleficio                                           | Indicada  |
| 1989 | Prêmio TVyNovelas                                            | Melhor Primeira Atriz                                  | Nuevo amanecer                                         | Venceu    |
| 1991 | Prêmio TVyNovelas                                            | Melhor Atriz Protagônica                               | Ángeles blancos                                        | Indicada  |
| 1995 | Prêmio Diosas de Plata                                       | Melhor Atriz                                           | La señorita                                            | Venceu    |
| 1995 | Prêmio TVyNovelas                                            | Melhor Primeira Atriz                                  | El vuelo del águila                                    | Venceu    |
| 1997 | Prêmio TVyNovelas                                            | Prêmio especial por sua brilhante trajetória artística | Prêmio especial por sua brilhante trajetória artística | Venceu    |
| 1998 | Prêmio TVyNovelas                                            | Melhor Primeira Atriz                                  | Mi querida Isabel                                      | Venceu    |
| 2003 | Prêmios El Heraldo de México                                 | Melhor Vilã                                            | La otra                                                | Venceu    |
| 2003 | Prêmio TVyNovelas                                            | Melhor Primeira Atriz                                  | La otra                                                | Venceu    |
| 2003 | Prêmio TVyNovelas                                            | Melhor Atriz Antagonista                               | La otra                                                | Indicada  |
| 2003 | Prêmio INTE Internacional                                    | Melhor Atriz Coadjuvante                               | La otra                                                | Indicada  |
| 2003 | Prêmio Las Palmas de Oro                                     | Melhor Atriz Antagônica                                | La otra                                                | Venceu    |
| 2006 | Prêmio ACE de Nova York                                      | Melhor Vilã                                            | La madrastra                                           | Venceu    |
| 2006 | Prêmio TVyNovelas                                            | Melhor Atriz Antagonista                               | La madrastra                                           | Indicada  |
| 2006 | Prêmios Más que Telenovelas                                  | Melhor Vilã                                            | La madrastra                                           | Indicada  |
| 2010 | Prêmios de la Agrupación de Periodistas Teatrales (APT)      | Melhor Atriz em Comédia                                | Entre mujeres                                          | Venceu    |
| 2011 | Prêmio TVyNovelas                                            | Melhor Atriz Antagonista                               | Soy tu dueña                                           | Indicada  |
| 2013 | Prêmio TVyNovelas                                            | Prêmio especial "Uma Vida de Telenovela"               | Prêmio especial "Uma Vida de Telenovela"               | Venceu    |
| 2015 | Prêmios de la Agrupación de Críticos y Periodistas de Teatro | Melhor Atriz Co-Protagonista                           | La fierecilla tomada                                   | Venceu    |